# Gustavadolftjärnen
Gustavadolftjärnen är en sjö i Storumans kommun i Lappland och ingår i Umeälvens huvudavrinningsområde. Sjön har en area på 0,0733 kvadratkilometer och ligger 430,1 meter över havet.

## Delavrinningsområde
Gustavadolftjärnen ingår i det delavrinningsområde (721905-154880) som SMHI kallar för Utloppet av Sabotssjön. Medelhöjden är 436 meter över havet och ytan är 19,7 kvadratkilometer. Det finns ett avrinningsområde uppströms, och räknas det in blir den ackumulerade arean 48,24 kvadratkilometer. Kvarnbäcken som avvattnar avrinningsområdet har biflödesordning 4, vilket innebär att vattnet flödar genom totalt 4 vattendrag innan det når havet efter 280 kilometer. Avrinningsområdet består mestadels av skog (63 procent) och sankmarker (13 procent). Avrinningsområdet har 3,06 kvadratkilometer vattenytor vilket ger det en sjöprocent på 15,5 procent.